# Homborsund fyr
Homborsund fyr er et fyr på øen Store Grønningen syd for Grimstad i Agder fylke i Norge.
Arbejdet med opførelsen påbegyndtes i 1877, samtidig opførelsen af Lyngør fyr, og de er meget lig hinanden. Fyret blev sat i drift 1. september 1879. I 1951 blev fyrstationen væsentlig forbedret med montering af tågehorn og udvidelse af bygningen for at give plads til kompressor, tryktanke og elektriske batterier som kraftreserve. I 1973 blev fyret ændret fra familiestation til turnusstation. Frem til automatiseringen i 1992 blev der taget dagobservationer for Meteorologisk institutt. Fyret er fredet efter lov om kulturminner.